# Lyapunov (cràter)

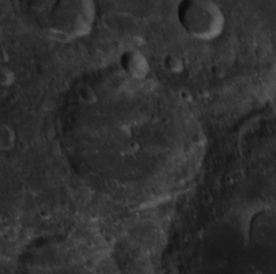
Fotografia de la missió Apol·lo 14

Lyapunov és un cràter d'impacte situat sobre l'extremitat aquest-nord-est de la Lluna, que pot ser vist lateralment pels observadors situats a la Terra. La vora aquest del cràter coincideix amb el límit de la cara oculta de la Lluna, per la qual cosa la seva visibilitat és afectada per la libració.

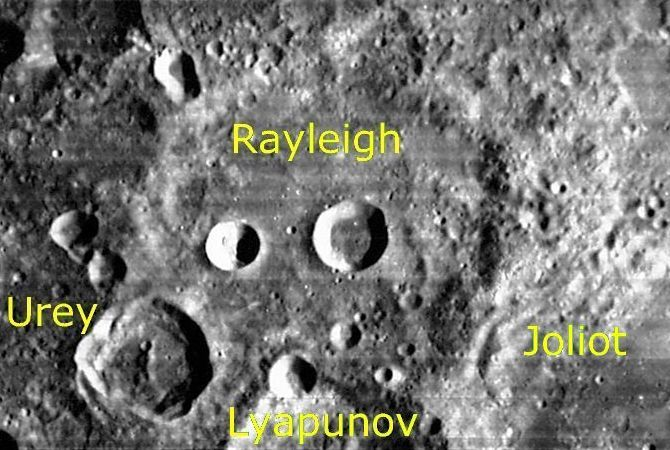
Ajusto nord de Lyapunov. Fotografia de la missió Lunar Orbiter 4

Aquest cràter està unit al bord sud-sud-est de la plana emmurallada del cràter Rayleigh. També està unit a la vora occidental de la plana emmurallada molt més gran de Joliot, una formació que es troba totalment en la cara oculta de la Lluna. Al sud-sud-oest de Lyapunov es troba el cràter Hubble.
La forma de la vora d'aquest cràter ha estat modificada a causa de la presència de grans formacions adjacents, de manera que presenta un aspecte més poligonal que circular. La vora en el costat occidental apareix menys afectada per aquesta deformació, encara que també està desgastada per l'erosió d'altres impactes. Els materials expulsats per aquests impactes propers cobreixen parcialment el seu costat nord, així com algunes zones del sud-est del sòl interior. La primera d'aquestes zones forma una secció triangular de terreny accidentat que aconsegueix el punt mitjà de la plataforma central. La resta del sòl apareix relativament anivellat i marcat sol per petits cràters. Ha d'observar-se que algunes publicacions citen aquest cràter com Liapunov.